# Шишков, Николай Александрович
Николай Александрович Шишков (12 февраля 1856, Санкт-Петербург — 16 июля 1910, Знаменское, Самарская губерния) — русский общественный деятель и публицист, член Государственного Совета.

## Биография
Происходил из старинного рода Шишковых. Отец — Александр Александрович (1820—1880) — губернский секретарь, почётный мировой судья, приходился зятем самарскому губернатору Г. С. Аксакову, сыну известного писателя. А также был двоюродным дедом другого известного писателя: Владимира Набокова.
Мать — Мария Юрьевна (урождённая Хованская), после смерти отца Юрия Сергеевича Хованского получила в наследство богатые земли, в том числе в Ставропольском уезде Самарской губернии.
В семье было шестеро детей: Николай (старший), Сергей (род. в 1857 г.), Владимир (род.1871 г.), Евгений (род. в 1874 г.), Вера (род. в 1861 г.), Екатерина (род. в 1874 г.)
Детство Николай Александрович провел за границей, в Англии, Швейцарии, Франции, где в семидесятых годах проживали его родители. Затем закончил Симбирскую гимназию, поступил на физико-математический факультет Санкт-Петербургского университета, где работал над проектом аэроплана в воздухоплавательном отделении Императорского технического общества. Но окончил только три курса, так как местный климат негативно сказывался на его здоровье.
Переехал в Ставропольский уезд Самарской губернии, где находились земли его матери. Здесь он женился на своей троюродной сестре Ольге, дочери местного влиятельного земского деятеля Леонтия Борисовича Тургенева. Однако брак был недолгим, вскоре его жена скончалась от скоротечного туберкулёза.
Вторым браком Николай Шишков был женат на другой своей дальней родственнице — Екатерине Александровне Хованской.
Был хорошо образован, знал английский и французский языки. В своих имениях пытался внедрять разнообразные новшества сельскохозяйственной науки и организации производства.
Скончался в 1910 году.

## Общественная деятельность
В 1884 году Николай Александрович был выбран гласным ставропольского уездного и самарского губернского земского собраний. Через два года был выбран Почётным мировым судьёй Ставропольского уезда. В течение десяти лет постоянно выбирался членом уездного и губернского присутствия по крестьянским делам.
Так как характер работы требовал постоянного присутствия в губернском городе, то Шишков перебрался в Самару, где поселился в доме, построенном в 1859 году по заказу его матери.
Известно немало его разумных предложений по улучшению сельского хозяйства в губернии. В 1902 году им была подготовлена обширная докладная о нуждах сельского хозяйства в Самарской губернии, в которой он писал:

В Самарской губернии в особенности вопрос об усилении обводнения и защитных лесонасаждений нельзя не признать одним из наиболее важнейших для сельского хозяйства… Начать надо с разъяснения народу пользы и необходимости воды и леса.
В том же году он подал докладную предводителю ставропольского дворянства, где говорил о том, что крестьян необходимо просвещать, разъяснять им пользу удобрений, современных технологий.
Не удивительно, что когда в 1902 году было создано Особое совещание в нуждах сельскохозяйственной промышленности, Шишков возглавил местный комитет этого совещания. Однако среди коллег он пользовался славой больше кабинетного учёного, чем практика, так как из-за недостатка времени и других причин его собственное хозяйство постепенно приходило в упадок.
Во время революционных событий 1905 года предложил перестроить местное самоуправление на демократических началах, был одним из инициаторов письма в адрес Николая II, где обращал внимание на причины недовольства в народе. К таковым от относил отсутствие демократических свобод, стеснение народного образования, экономическую отсталость страны, высокие налоги, бесправие рабочих и крестьян. В мае 1905 года он подписал петицию в адрес царя, где решительно требовал «безотлагательного созыва свободно избранного народного представительства».
Манифестом от 17 октября 1905 года император внес предложение о переустройстве Государственного Совета. Самарское земство выдвинуло в члены совета Николая Александровича Шишкова. Он прошёл с перевесом в один голос. Но пробыл он в должности совсем недолго. После роспуска I Государственной думы в знак протеста он и ряд других членов Совета сложил с себя полномочия.
Вернувшись в Самару Шишков занялся народным образованием. Он стал председателем и основным деятелем самарского Общества народных университетов. Основными задачами народных университетов по мнению Николая Александровича являлись воспитание у широких масс умения «пользоваться знанием», пробуждение у людей желания «к общему благу». При его старании в 1909 году при обществе была открыта публичная библиотека, в которой находилось более 4-х тысяч книг из различных отраслей знания. И хотя за пользование ей полагалась небольшая плата, она стала популярной у жителей Самары. Позже было создано несколько её филиалов, планировалось проведение передвижных книжных выставок.
При содействии Общества в Самару приезжали преподаватели из Петербургской педагогической академии, которые читали учителям лекции по истории русской педагогики, педагогической психологии, гигиене детского возраста, методике преподавания.
В 1906 году возглавлял комиссию губернского земства по координации помощи населению, пострадавшему от голода. По заданию комиссии ездил в США, где читал лекции перед населением, знакомил американцев с положением голодающих. Встречался с президентом Рузвельтом, которого убедил создать американский фонд помощи голодающим самарским крестьянам.